# چارلی موسوندا (بازیکن فوتبال، زاده ۱۹۹۶)
چارلی موسوندا (هلندی: Charly Musonda؛ زادهٔ ۱۵ اکتبر ۱۹۹۶) بازیکن فوتبال اهل بلژیک است.
از باشگاه‌هایی که در آن بازی کرده‌است می‌توان به چلسی، رئال بتیس، سلتیک و ویتس اشاره کرد.